# Pui Redó
|  | Aquest article tracta sobre un cim del Pallars Sobirà. Vegeu-ne altres significats a «Pui-redó (la Vall de Boí)». |

El Pui Redó és una muntanya de 2.202,4 metres d'altitud que es troba a cavall dels termes municipals d'Alt Àneu (antic terme de Sorpe i de la Guingueta d'Àneu (antic municipi d'Unarre, a la comarca del Pallars Sobirà.
Està situat a l'extrem nord-est de l'antic terme de Sorpe, a llevant del d'Alt Àneu i a ponent del de la Guingueta d'Àneu. Queda llevant del Tossal de la Llosa i al sud-oest del Pic de Sarredo, al capdamunt, nord-est, del Serrat del Broncal i de la Serra Obaga, que en davalla cap al sud-est. A pocs metres al nord-0est té un cim bessó, el Cap de la Travessa.